# David B. Henderson
David Bremner Henderson, född den 14 mars 1840 i Skottland, död den 25 februari 1906 i Dubuque, Iowa, USA, var amerikansk republikansk politiker. Han var talman i USA:s representanthus 1899-1903.
Hans familj flyttade från Skottland till Fayette County i delstaten Iowa 1846. Henderson deltog i amerikanska inbördeskriget i unionens nordstatsarmén och sårades svårt två gånger. Han återhämtade sig aldrig fullständigt från krigsskadorna. Han var en framgångsrik advokat innan han blev politiker.
Henderson var ledamot av USA:s representanthus 1883-1903, varav de fyra sista åren talman. Även om andra politiker bad honom att kandidera i presidentvalet, var det omöjligt eftersom USA:s konstitution hindrar politiker som är födda i utlandet från att bli USA:s president. Han dog 65 år gammal i hemstaden Dubuque, var hans grav finns på kyrkogården Linwood Cemetery. Parken Allison-Henderson Park i Dubuque fick sitt namn efter talmannen Henderson och William B. Allison, republikansk ledare i USA:s senat.